# Knights and Bikes
Knights and Bikes es un videojuego de acción y aventuras inspirado en Los Goonies y Secret of Mana. Fue creado por Foam Sword, una empresa de desarrollo de juegos independientes británica formada por exempleados de Media Molecule.

## Otros medios
La autora infantil Gabrielle Kent ha escrito tres novelas complementarias que la editorial independiente Knights Of ha publicado. Knights and Bikes se publicó en agosto de 2018; Rebel Bicycle Club se publicó en agosto de 2019; Wheels of Legend fue la última entrega publicada en julio de 2020.
En 2019, Tiger Aspect Productions, entonces parte del grupo Endemol antes de ser adquirida por Banijay Group al año siguiente, optó por la propiedad intelectual para una serie de televisión animada.

## Desarrollo
El Kickstarter de Knights and Bikes se lanzó el 2 de febrero de 2016 con un objetivo de financiación de 100 000 libras esterlinas. Se alcanzó el objetivo y se continuó con el desarrollo del juego. El lanzamiento del juego estaba previsto originalmente para abril de 2017, pero se retrasó hasta 2019. El juego se lanzó para Windows, Mac, Linux y PS4 el 27 de agosto de 2019. Posteriormente se lanzó una versión para Nintendo Switch el 6 de febrero de 2020, y una versión para Xbox One el 5 de noviembre de 2020.

## Recepción

### Reconocimientos
El juego fue nominado a "Mejor juego independiente" en los Premios Golden Joystick 2019, y ganó el premio al "Juego, Familia Original" en los NAVGTR Awards; También fue nominado a "Innovación de audio del año" en los premios MCV/Develop. y para el Premio a la Innovación Cultural Matthew Crump en los SXSW Gaming Awards, y ganó el premio a la "Excelencia en Artes Visuales" en los Premios del Independent Games Festival, mientras que fue nominado a la "Excelencia en Audio". Además, fue nominado a "Mejor Debut" con Foam Sword Games en los Game Developers Choice Awards, y por "Mejor diseño de sonido para un juego independiente" en los 18º premios anuales G.A.N.G. También fue nominado por "Logro Artístico", "Juego Británico", "Juego Debut" y "Familia" en los 16º Premios de la Academia Británica de Juegos.